# San Vitaliano
San Vitaliano là một đô thị ở tỉnh Napoli ở vùng Campania, cách Napoli khoảng 25 km về phía đông bắc. Tại thời điểm ngày 31 tháng 12 năm 2004, đô thị này có dân số 5.864 người và diện tích là 5,3 km².
San Vitaliano giáp các đô thị: Marigliano, Nola, Saviano, Scisciano.